# Haringvliet (zeearm)
Het Haringvliet is een voormalige zeearm van de Noordzee, in Zuid-Holland tussen Voorne-Putten en de Hoeksche Waard in het noorden, en Goeree-Overflakkee in het zuiden. In 1970 werd het Haringvliet in het kader van de Deltawerken door de Haringvlietdam van zee afgesloten en werd er bij de dam de Goereese sluis aangelegd voor de scheepvaart. Van de Hoeksche Waard naar het Hellegatsplein loopt de Haringvlietbrug. In het Haringvliet ligt het eiland Tiengemeten. Het Spui mondt erin uit tussen de Hoeksche Waard en Voorne-Putten.

## Ontstaansgeschiedenis
Voor 1200 waren Voorne en Flakkee één eiland. In 1216 doorbrak een stormvloed echter de natuurlijke duinenkust. Er ontstond een geul die zich al snel een steeds langere weg door het veen baande. De geul diepte uit en ontwikkelde zich al snel tot een steeds bredere zeearm, die zich allengs verder landinwaarts uitstrekte. Na ruim dertig jaar werd rond 1250 de Striene, een nu niet meer bestaande vertakking van de Schelde richting de Maas bereikt. De nieuwe zeearm breidde zich ook ten oosten van de Striene uit, waar het Wijvekeen, de voorloper van het Hollandsch Diep, werd gevormd.
De naam Haringvliet treft men in 1315 voor het eerst in de schriftelijke bronnen aan. Het Haringvliet werd echter eeuwenlang Flakkee genoemd. Pas in de 19e eeuw werd de naam Haringvliet algemeen.

## Milieueffecten
Door de afsluiting van het Haringvliet in 1970 verdween het zoute water en de invloed van eb en vloed. Dit heeft een enorme invloed gehad op de natuur. Doordat de Biesbosch niet meer regelmatig onder water liep, is het kenmerkende riet- en rode bieslandschap daar gaan verruigen. Vissen als de elft, fint en de Atlantische steur verdwenen bijna totaal uit de Nederlandse wateren.

### Mogelijkheden voor een terugkeer van getijden
In 1997 is een onderzoek gedaan naar het effect van het openen van de sluizen in het Haringvliet. Wanneer men de oorspronkelijke natuur die bij een rivierdelta hoort in zijn geheel terug wil, met behoud van de herwonnen veiligheid, dan hoeven de sluizen net als bij de Oosterschelde alleen bij dreigende stormvloed dicht. Dit zou echter nadelige gevolgen hebben voor de scheepvaart naar de Moerdijk ten gevolge van een grotere getijdenbeweging. De nu gegarandeerde waterstand van ongeveer Normaal Amsterdams Peil ter plaatse is dan niet te handhaven.

### Kierbesluit uit 2000
Reeds in 2000 besloot de regering bij wijze van proef de sluizen in beperkte mate open te stellen. Hierdoor zal een overgangsgebied ontstaan van zoet naar zout water. Dit kierbesluit heeft echter consequenties. Belangengroeperingen willen dat de staat compenseert voor aanpassingen in de zoetwaterinfrastructuur op Voorne-Putten en Goeree-Overflakkee. Ook wil men compensatie voor de beperkte terugkeer van het tij. In 2004 werd besloten dat het kierbesluit pas op 1 januari 2008 zou worden uitgevoerd in verband met extra studies naar de gevolgen. 2008 is niet haalbaar gebleken voor de uitvoering van het kierbesluit, maar ook een tweede genoemde datum, 1 december 2010, hield geen stand. In het conceptregeerakkoord van VVD en CDA zou het kierbesluit worden ingetrokken.
Op 20 juni 2013 werd wederom een principebesluit genomen: in 2018 gaan de sluizen op een kier. In november 2014 is men begonnen met het uitvoeren van compenserende maatregelen die de zoetwaterhuishouding en de drinkwatervoorziening in de omliggende gebieden moeten zekerstellen zodra het kierbesluit in werking treedt. Met de gedeeltelijke opening hoopt men op een gedeeltelijk herstel van het brakwaterbiotoop, vermindering van de slibafzetting in het Haringvliet en een verbetering van de waterkwaliteit.
Met het kierbesluit wordt tevens rekening gehouden met de scheepvaartbelangen bij de Moerdijk. De getijdenbeweging in het gebied zal een afwijking van ongeveer 10 centimeter naar boven en naar beneden veroorzaken ten opzichte van de huidige waterstanden. Op- en afwaaiing of hoge dan wel lage rivierafvoeren geven vaak een grotere afwijking in de waterstanden. Bij storm gaan de sluizen weer geheel dicht.

### Zoetwatervoorziening
Het kierbesluit gaat ervan uit dat het zoute water dat wordt ingelaten, niet verder indringt dan een denkbeeldige lijn tussen Middelharnis en de monding van het Spui. Ten oosten van Middelharnis is inmiddels voor de zoet-watervoorziening van Stellendam en omgeving een inlaat gebouwd voor zoet water dat middels een kanaleninfrastructuur van oost naar west kan stromen. Ter hoogte van de ingang van de haven van Middelharnis zijn hiervoor grote duikers onder de haveningang aangelegd die het zoete water onder de haven door laat lopen. Ook op Voorne-Putten zijn soortgelijke maatregelen genomen.

## Natura 2000
Een gebied van 11.633 ha in de gemeenten Goeree-Overflakkee, Hellevoetsluis, Hoeksche Waard en Nissewaard is aangewezen tot Natura 2000-gebied (gebiedsnummer 109). Er lopen al jaren procedures om het gebied van de Leenheerenpolder uit dit stukje Natura 2000 te elimineren.

#### Beschrijving door Ministerie LNV
- Uitgebreide gebiedsbeschrijving: Ministerie van Landbouw, Natuur en Voedselkwaliteit

## Voetnoten
1. ↑  Staatscourant: Aanwijzingsbesluit Natura 2000
2. ↑  Leenders, K.A.H.W., Geschiedenis van de Hoeksche Waard, paragraaf 5.2, 1999. Gearchiveerd op 19 juni 2023.
3. ↑  Haringvlietsluizen op een kier . Gearchiveerd op 19 januari 2021.
4. ↑  Film over compensatie . Gearchiveerd op 23 oktober 2021.
5. ↑  Ministerie van Landbouw, Natuur en Voedselkwaliteit: beschrijving.[dode link]
6. ↑  Uitspraak Europees Hof over verkleining Habitatrichtlijngebied Haringvliet op 19102017